# Vida da Virgem (Máximo)

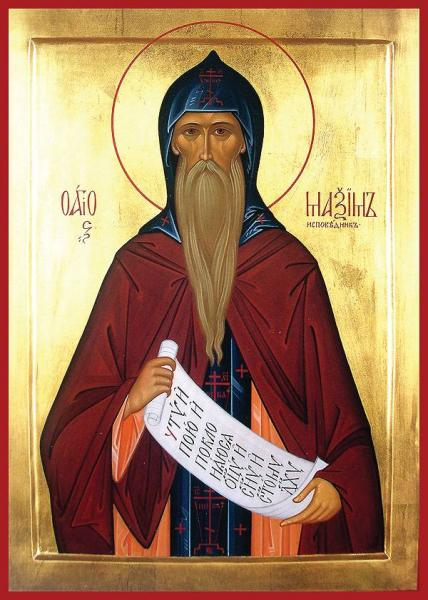
Ícone de Máximo, o Confessor.

A Vida da Virgem é a primeira obra conhecida que pretende ser uma biografia da Virgem Maria . A única cópia existente está em georgiano . O autor seria o teólogo bizantino Máximo, o Confessor, santo cristão do século VII, embora esta atribuição permaneça incerta  ,  .

## Conteúdo da biografia
Maximus explica que ele compôs esta biografia compilando informações de múltiplas fontes e mesclando-as.  ,  Apresenta Maria como companheira constante da missão de Jesus e como líder da Igreja Cristã primitiva após a morte de Jesus.  Ela é também a primeira testemunha da ressurreição. Ele também afirma que Maria foi a fonte da maioria dos relatos da vida de Jesus nos Evangelhos. 
Máximo também retrata Maria como conselheira e guia de muitas mulheres que se tornaram discípulas de Jesus e o seguiram durante sua vida. Maria também é fonte de direção espiritual após a crucificação de seu filho  . Il indique que « la mère incorruptible ne s'est jamais séparée de son fils gracieux et royal », sachant même dans son enfance qu'il était le Seigneur. ref stripmarker character in |quote= at position 150 (ajuda)

## Links externos
- (em inglês) Maxime le confesseur, The Life of the Virgin: Translated, with an Introduction and Notes, Stephen J. Shoemaker, trans. (New Haven: Yale University Press, 2012) ISBN 0300175043